# John Cook (Kognitionswissenschaftler)

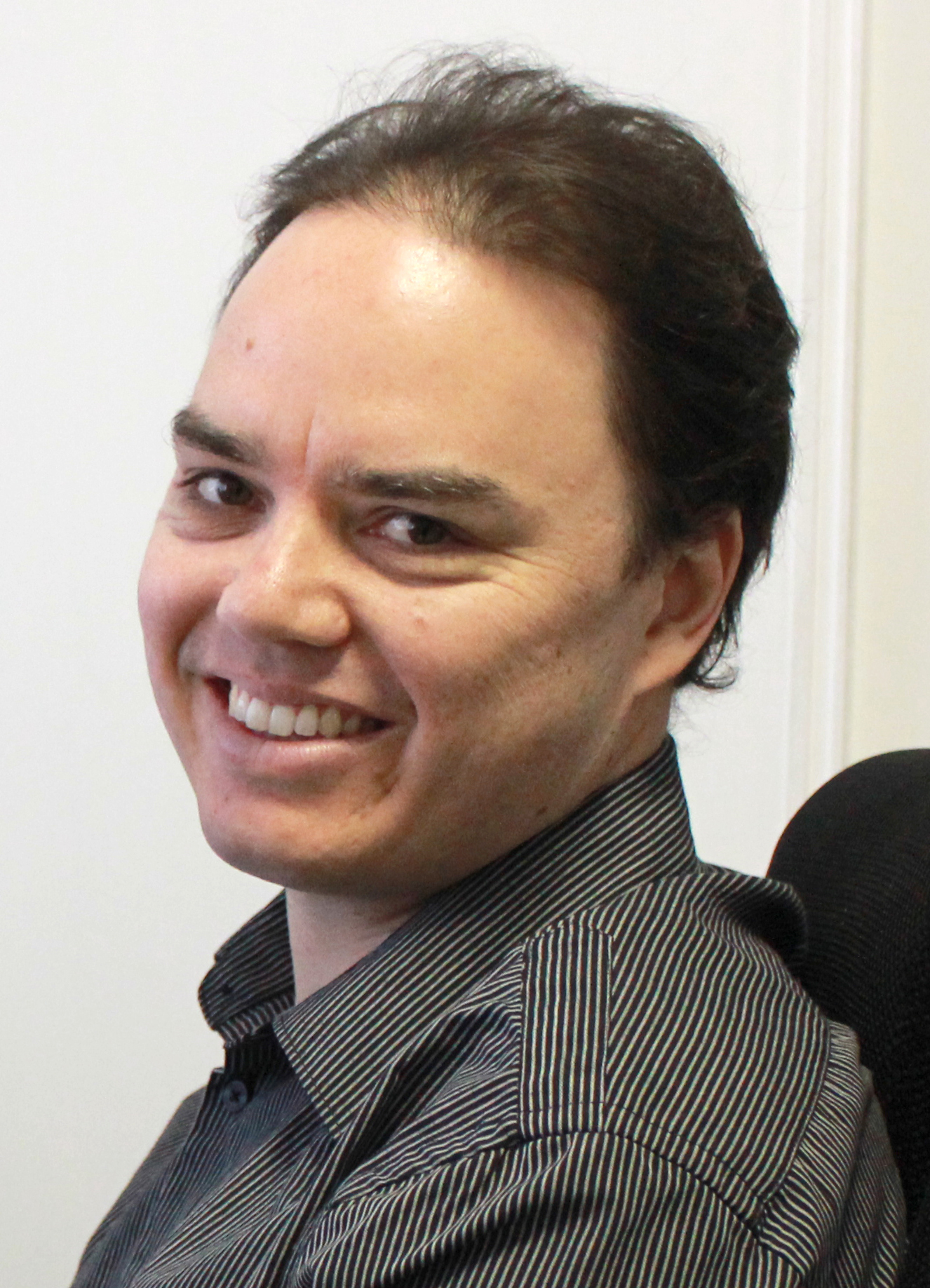
John Cook im Jahr 2011

John Cook (* 25. Januar 1972) ist ein australischer Kognitionswissenschaftler. Bekanntheit erlangte er durch Gründung der Website Skeptical Science sowie durch wissenschaftliche Arbeiten zur Quantifizierung des wissenschaftlichen Konsens zur menschengemachten globalen Erwärmung.

## Beruflicher Werdegang
Cook erwarb im Alter von 20 Jahren einen Hochschul-Abschluss in Physik (Bachelor of Science) an der University of Queensland in Australien. Die darauf folgenden Jahre waren geprägt durch verschiedene Anstellungen in der Privatwirtschaft als Programmierer, Illustrator und Grafikdesigner. Im Jahr 2016 promovierte er an der School of Psychology an der University of Western Australia im Fach Kognitionspsychologie (Doctor of Philosophy) mit der Arbeit „Closing the ‘consensus gap’ by communicating the scientific consensus on climate change and countering misinformation“ (Deutsch: Das Schließen der „Konsens-Lücke“ durch Kommunizieren des wissenschaftlichen Konsens über Klimawandel und das Kontern von Fehlinformationen). Nach einer Anstellung als forschender Assistenzprofessor am Center for Climate Change Communication an der George Mason University ist er gegenwärtig an der Monash University als Postdoc tätig.

## Wirken
Neben der Schaffung der Website Skeptical Science ist er auch Autor mehrerer Bücher und Mitautor mehrerer wissenschaftlicher Publikationen.
Seine Arbeit Quantifying the consensus on anthropogenic global warming in the scientific literature wurde bis Juli 2019 mehr als 1000 Mal wissenschaftlich zitiert  und vom damaligen US-Präsidenten Barack Obama als Beleg für den Konsens in der Wissenschaft in Bezug auf das Themengebiet der globalen Erwärmung angeführt. Diese Arbeit wurde im Jahr 2013 von der Zeitschrift Environmental Research Letters als bestes Paper geehrt.
Im Juli 2019 überschritt diese Studie mehr als eine Million Mal Downloads, womit sie laut den Autoren das am häufigsten heruntergeladene Paper aller der mehr als 80 wissenschaftlichen Zeitschriften von IOP Publishing war.
Zusammen mit dem Team von SkepticalScience erhielt er im Jahr 2011 den vom Australian Museum vergebenen Eureka Prize für seine Bemühungen, den Klimawandel zu erklären und das Wissen darüber zu verbreiten.

## Ausgewählte Publikationen

### Bücher
- Haydn Washington, John Cook: Climate Change Denial. Heads in the Sand. Earthscan 2011, ISBN 978-1849713368.
- G. Thomas Farmer, John Cook: Climate Change Science. A modern Synthesis. Volume 1 - The Physical Climate. Dordrecht 2013, ISBN 978-94-007-5757-8.
- Daniel Bedford, John Cook: Climate Change: Examining the Facts. ABC-Clio 2016, ISBN 978-1440835681.
- John Cook: Cranky Uncle vs. Climate Change: How to Understand and Respond to Climate Science Deniers. Citadel 2020, ISBN 978-0-806-54027-6.

### Journal-Paper
- John Cook et al.: Neutralizing misinformation through inoculation: Exposing misleading argumentation techniques reduces their influence. In: PLOS ONE. Band 12, Nr. 5, 2017, doi:10.1371/journal.pone.0175799.
- John Cook et al.: Consensus on consensus: a synthesis of consensus estimates on human-caused global warming. In: Environmental Research Letters. Band 11, Nr. 4, 2016, doi:10.1088/1748-9326/11/4/048002.
- John Cook et al.: Quantifying the consensus on anthropogenic global warming in the scientific literature. In: Environmental Research Letters. Band 8, 2013, doi:10.1088/1748-9326/8/2/024024.
- Stephan Lewandowsky et al.: Misinformation and Its Correction. Continued Influence and Successful Debiasing. In: Psychological Science in the Public Interest. Band 13, Nr. 3, 2012, S. 106–131, doi:10.1177/1529100612451018.